# Обріум м'якотілий
О́бріум м’якоті́лий (лат. Obrium cantharinum Linnaeus, 1767) — жук з родини Жуків-Вусачів.

## Поширення
O. cantharinum належить до групи західнопалеарктичних видів, палеарктичного зоогеографічного комплексу. Ареал охоплює практично всю Європу, Західну Росію, Кавказ, Закавказзя, Туреччину. Для Карпат вид є звичайним, проте у зборах трапляється досить рідко, оскільки веде нічний та присмерковий спосіб життя. 

## Екологія
Літ триває з кінця травня до середини серпня. Личинка заселяє дрібні всохлі гілки різноманітних листяних порід дерев, але перевагу надає тополі та осиці. 

## Морфологія

### Імаго
Жук дрібних розмірів (4-10,5 мм). Голова дещо ширша за передньоспинку. Очі великі, сильно виїмчасті. Вусики в основній половині війчасті. Передньоспинка циліндрова, довша своєї ширини, з горбиком на боці, нерівна на диску. Епістерни задньогрудей з поздовжньою борозною. Стегна булавоподібні. 1-й черевний сегмент, майже, такої ж довжини або дещо довший, ніж решта черевця; 2-й стерніт вирізаний і посередині вирізки густо волосистий.

### Личинка
Передній край голови личинки пігментований. Зчленований отвір вусиків відкритий. З кожної сторони голови по одному вічку. Верхня губа напівкругла, слабо склеротизована. Пронотум у основній половині в дрібних поздовжніх борозенках. Ноги маленькі, прозорі, погано помітні. Мозолі 3-6-го сегментів сильно виступають над поверхнею черевця, глибоко поздовжньо розділені на дві дольки; міжсегментні проміжки великі.

## Життєвий цикл
Життєвий цикл триває 1-2 роки.